# Minki van der Westhuizen
Willemien " Minki " van der Westhuizen (sinh ngày 26 tháng 2 năm 1984) là người mẫu và người dẫn chương trình truyền hình Nam Phi.

## Tuổi thơ
Van der Westhuizen sinh ra ở Durbanville, Cape Town trong một gia đình người Afrikaner và học tại trường trung học Stellenberg ở Bellville gần đó.

## Sự nghiệp

### Làm người mẫu
Van der Westhuizen bắt đầu làm người mẫu từ năm 16 tuổi. Vào năm cuối cấp ba năm 2002, cô được nhãn hiệu thời trang Guess chọn cho một chiến dịch quốc tế. Cô được đại diện bởi Max Model tại Cape Town.
Cô được lên hình trong các phiên bản Đồ bơi 2002, 2003, 2006 và 2007 của tạp chí Thể thao Nam Phi và trên trang bìa của GQ.
Cô được xếp hạng 24 trong danh sách Hot 100 của Maxim năm 2003 và được bình chọn là người chiến thắng trong cuộc bầu chọn 100 phụ nữ quyến rũ nhất thế giới bởi độc giả FHM Nam Phi năm 2004.
Năm 2003 cô được lính Mỹ phục vụ trong chiến tranh Iraq bình chọn là người đẹp được ưa thích nhất.

### Truyền hình
Van der Westhuizen xuất hiện trong chương trình truyền hình đặc biệt M-Net của buổi chụp hình đồ bơi của Sports Illustrated Nam Phi năm 2006.
Năm 2007, cô là một nhân vật nổi bật trong loạt phim tài liệu e.tv Behind the Name.
Cô đã trở thành người dẫn chương trình cho chương trình tạp chí SABC 2 tiếng Afrikaan Pafella vào tháng 5 năm 2007.

### Phim ảnh
Van der Westhuizen đã đóng vai Mimi trong bộ phim hài Nam Phi năm 2007 Big Fellas.

## Đời tư
Van der Westhuizen hẹn hò với Graeme Smith, đội trưởng đội tuyển cricket quốc gia Nam Phi, từ năm 2004 đến 2006.
Cô kết hôn với doanh nhân Stellenbosch Constant Visser vào tháng 9 năm 2007. Vào tháng 11 năm 2009, người phụ trách PR của cô đã xác nhận cặp đôi đã quyết định ly hôn.
Cô kết hôn lần 2 với cầu thủ bóng bầu dục Saracens Ernst Joubert vào tháng 6 năm 2012. Cặp đôi có ba cô con gái, Katerien sinh vào tháng 7 năm 2013, Elise sinh tháng 8 năm 2014 và Elsa sinh tháng 3 năm 2018.